# تبت (بهي فيض الله بيغي)
تبت (بالفارسية: تبت) هي قرية تقع في إيران في أذربيجان الغربية. يقدر عدد سكانها بـ 533 نسمة بحسب إحصاء 2016.